# Unicispina
Unicispina is een geslacht van eenoogkreeftjes uit de familie van de Anchimolgidae. De wetenschappelijke naam van het geslacht is voor het eerst geldig gepubliceerd in 1993 door Humes.

## Soorten
- Unicispina latigenitalis Humes, 1993